# سليم جيلارد
سليم جيلارد (بالإنجليزية: Slim Gaillard)‏ هو عازف بيانو وكاتب أغاني وعازف جاز وعازف قيثارة ومغني أمريكي، ولد في 4 يناير 1916 في ديترويت في الولايات المتحدة، وتوفي في 26 فبراير 1991 في لندن في المملكة المتحدة.

## وصلات خارجية
- سليم جيلارد على موقع IMDb (الإنجليزية)
- سليم جيلارد على موقع ميوزك برينز (الإنجليزية)
- سليم جيلارد على موقع إن إن دي بي (الإنجليزية)
- سليم جيلارد على موقع أول ميوزيك (الإنجليزية)
- سليم جيلارد على موقع ديسكوغز (الإنجليزية)
- سليم جيلارد على موقع قاعدة بيانات الفيلم (الإنجليزية)